# 自衛隊前駅 (北海道拓殖鉄道)
自衛隊前駅（じえいたいまええき）は、かつて北海道河東郡鹿追町笹川にあった北海道拓殖鉄道の駅である。同鉄道の廃止に伴い廃駅となった。

## 概要
陸上自衛隊鹿追駐屯地（1957年（昭和32年）12月10日開設）向け簡易駅。

## 歴史
- 1960年（昭和35年） - 当停留場（簡易駅）開設。旅客駅[2][3]。
- 1968年（昭和43年）
  - 2月10日 - 屈足 - 瓜幕間休止に伴い営業休止。
  - 10月1日 - 北海道拓殖鉄道廃止に伴い廃駅。

## 駅周辺
周囲は畑作地帯。
- 陸上自衛隊鹿追駐屯地
- 国道274号

## 隣の駅
北海道拓殖鉄道
北海道拓殖鉄道線
北笹川駅 - 自衛隊前駅 - 瓜幕駅